# Lista nieaktywnych okrętów podwodnych typu Los Angeles
Lista wycofanych ze służby okrętów podwodnych typu Los Angeles.
Zobacz też: Lista okrętów podwodnych typu Los Angeles Lista aktywnych okrętów podwodnych typu Los Angeles.

## Przeszły przezprogram utylizacji okrętów
- USS "Baton Rouge" (SSN 689)
- USS "Boston" (SSN 703)

## Skreślone z listy jednostek floty, oczekują na przejście przez program utylizacji okrętów
- "Los Angeles" (SSN 688)
- USS "Omaha" (SSN 692)
- USS "Cincinnati" (SSN 693)
- USS "Groton" (SSN 694)
- USS "Birmingham" (SSN 695)
- USS "New York City" (SSN 696)
- USS "Indianapolis" (SSN 697)
- USS "Phoenix" (SSN 702)
- USS "Baltimore" (SSN 704)
- USS "Portsmouth" (SSN 707)
- USS "Atlanta" (SSN 712)
- USS "Salt Lake City" (SSN 716)